# Catedral de San Andrés (Grand Rapids)
La catedral de San Andrés (en inglés: Cathedral of Saint Andrew) es una catedral católica ubicada en Grand Rapids, Michigan, Estados Unidos. Es la sede de la diócesis de Grand Rapids.
La historia de San Andrés remonta su inicio a la fundación de la Iglesia de Santa María por el reverendo Frederic Baraga. Él construyó una pequeña iglesia, casa parroquial y la escuela en la orilla oeste del río Grand River y la gente que asistió a la iglesia eran Nativos americanos. El Rev. Andreas Viszoczky fue el primer párroco nombrado en la parroquia dos años más tarde. Después de que los nativos americanos se fueron y la ciudad de Grand Rapids creció, el Padre Viszoczky construyó una nueva iglesia en la calle Monroe que llamó San Andrés. El edificio de la iglesia fue construido de piedra caliza de Grand River y se terminó en 1850.
Grand Rapids siguió creciendo al igual que la parroquia y pronto se hizo necesaria una nueva iglesia. En 1875 se inició la actual iglesia del bulevar Sheldon y se completó un año más tarde. El 19 de mayo de 1882 el Papa León XIII estableció la Diócesis de Grand Rapids. El primer obispo de la diócesis Henry J. Richter escogió como su catedral de San Andrés y fue consagrado en ella el 22 de abril de 1883. 